# Hausen im Wiesental
Pour les articles homonymes, voir Hausen.
Hausen im Wiesental est une commune allemande en Bade-Wurtemberg, située dans le district de Fribourg-en-Brisgau.

## Jumelage
- Hausen (AG) (Suisse)
- Marlishausen (Allemagne)

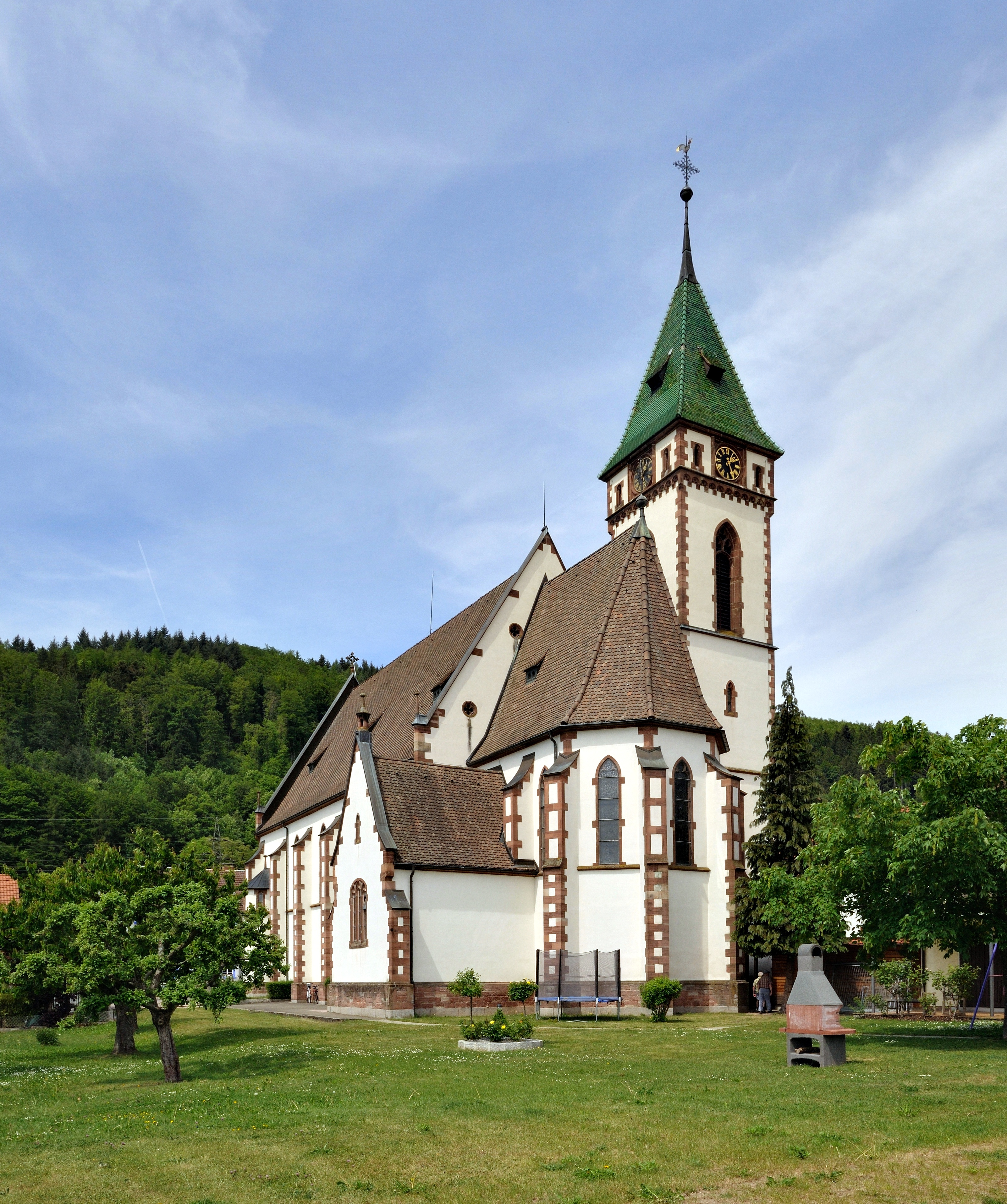
L'église catholique.
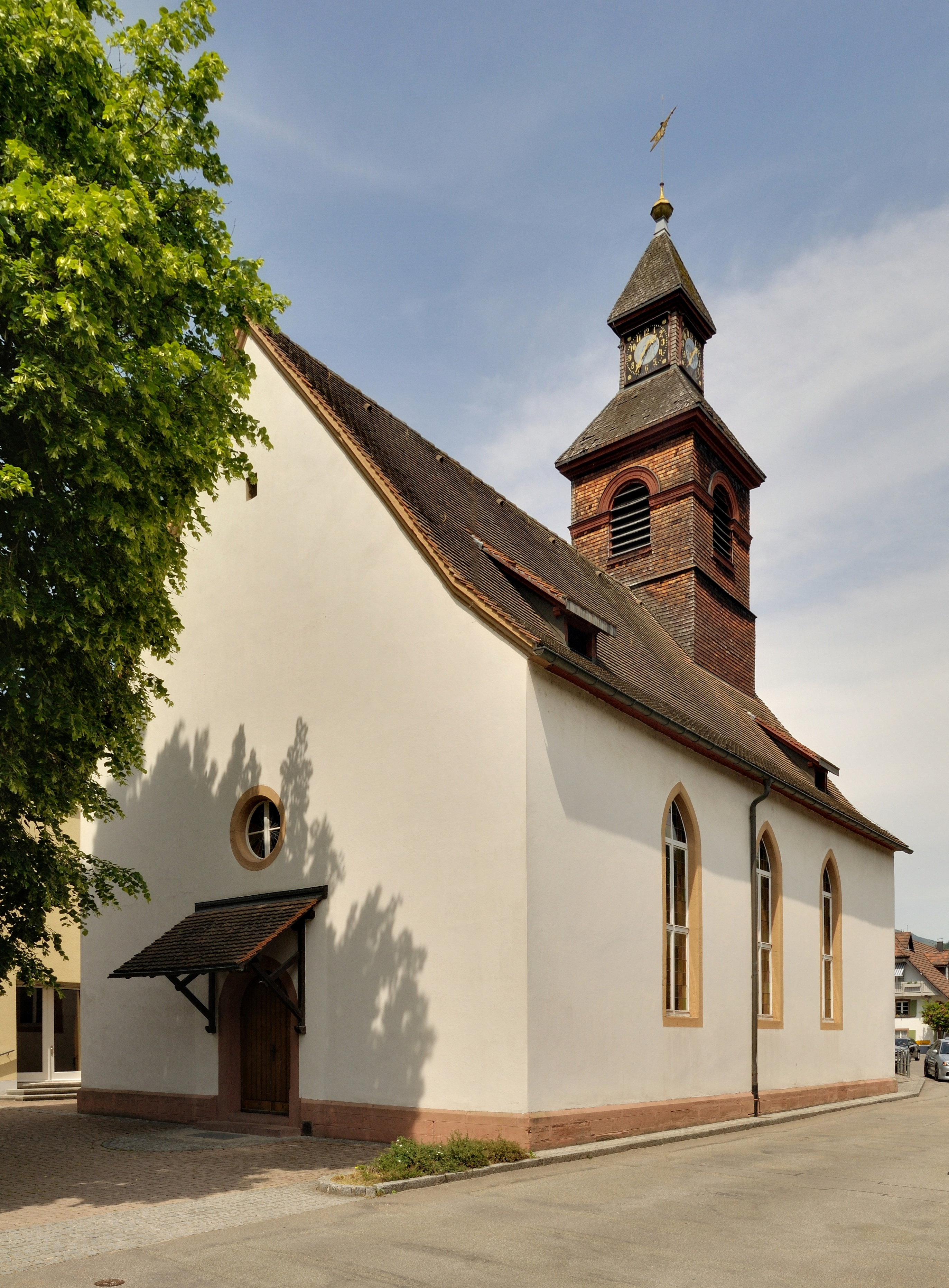
L'église protestante.
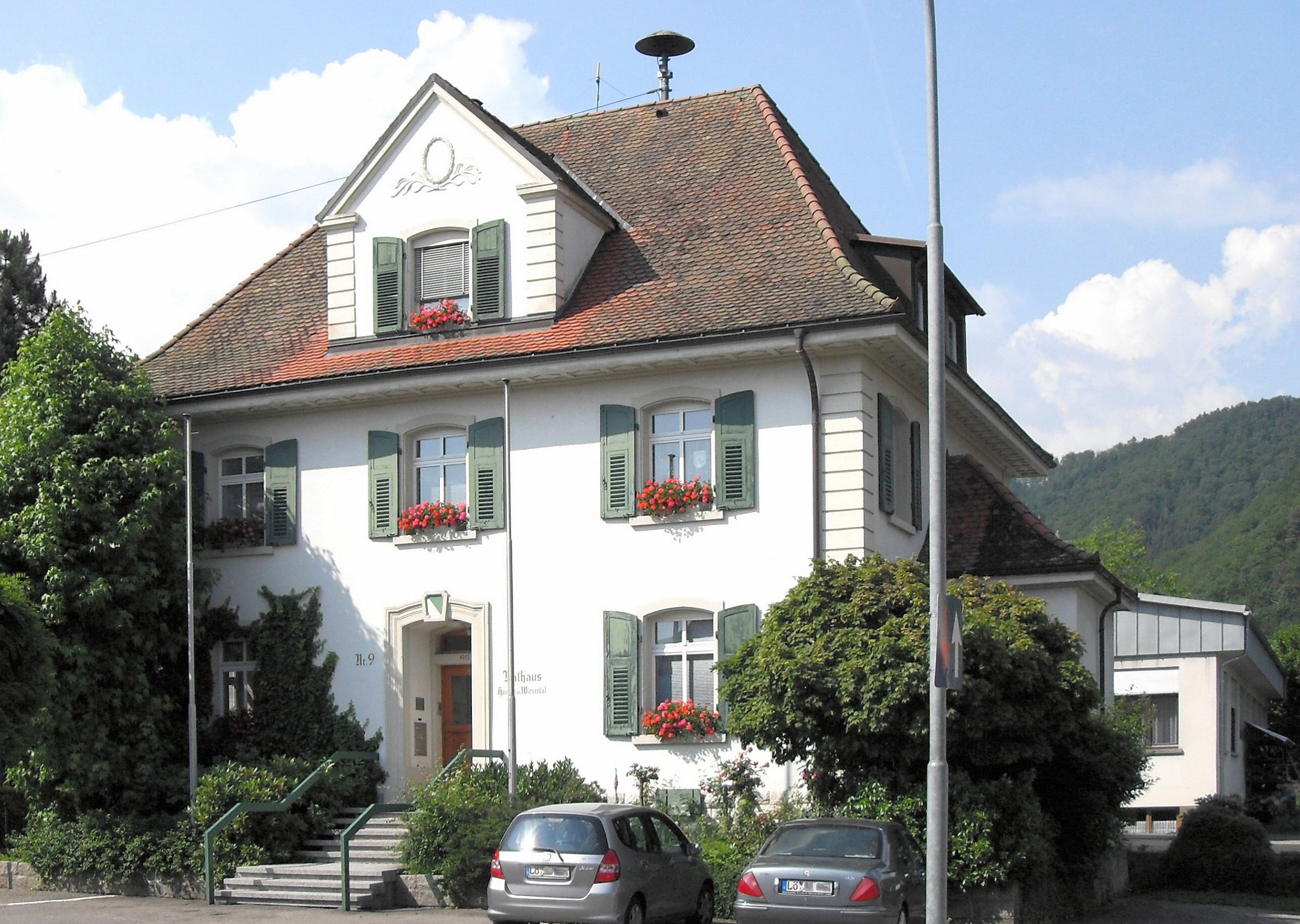
L'hôtel de ville.
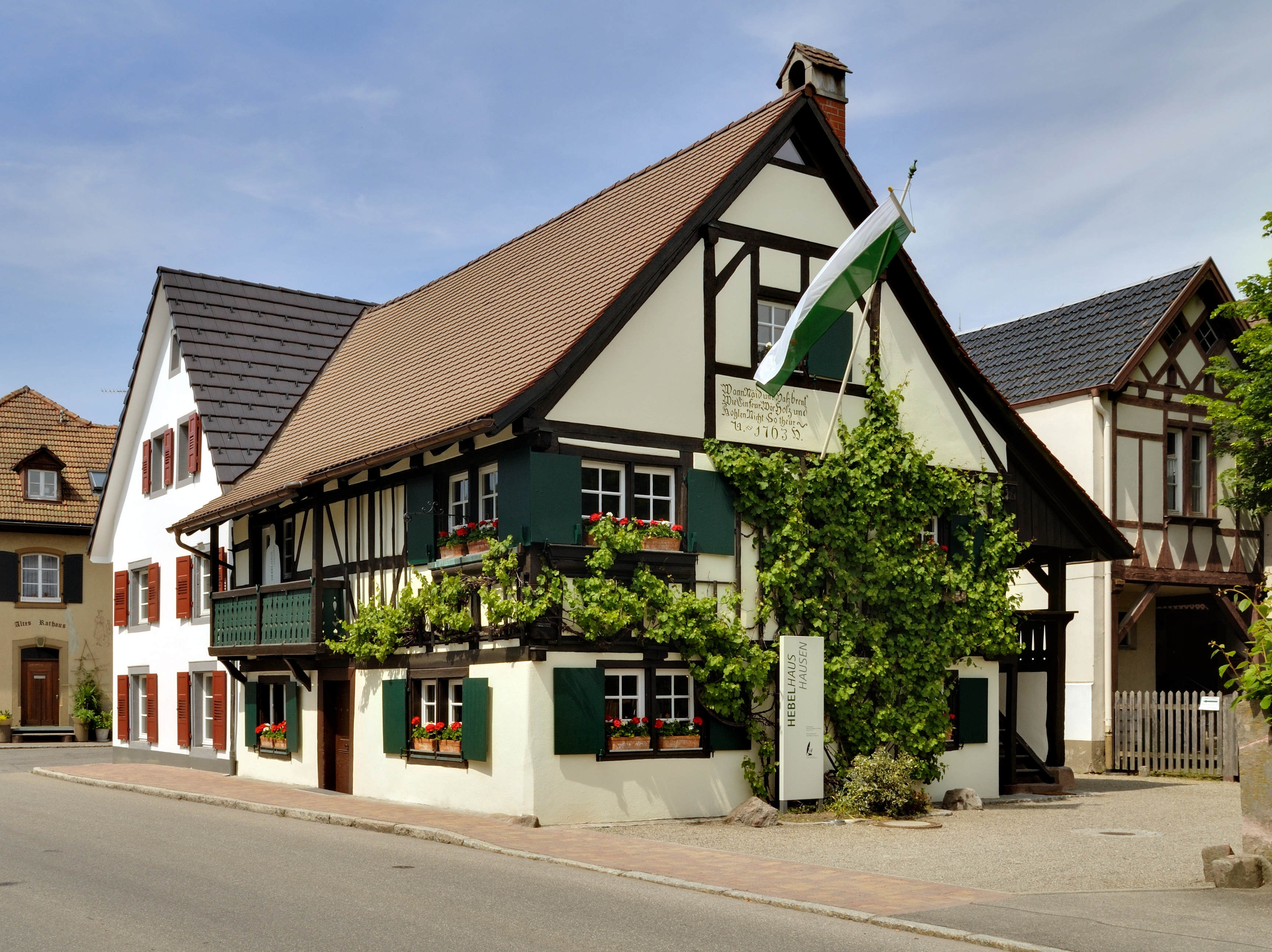
La maison Hebel.

## Personnalités liées à la ville
- Oskar Rümmele (1890-1975), homme politique né à Hausen im Wiesental.